# Сопычь
Сопычь (укр. Сопич) — село, Сопычский сельский совет, Шосткинский (до 2020 года — Глуховский) район, Сумская область, Украина.
Является административным центром Сопычского сельского совета, в который, кроме того, входит село Потаповка.

## Географическое положение
Село Сопычь находится на правом берегу реки Клевень, выше по течению примыкает село Некислица (Брянская область РФ), ниже по течению на расстоянии в 2,5 км расположено село Потаповка.
По селу протекает пересыхающий ручей с запрудой.
Рядом проходит автомобильная дорога М-02 (E 101).
По реке проходит граница с Россией.

## История
Село Сопычь известно с середины XVI века.
С 1861 года село Сопычь в составе Улановской волости Глуховского уезда Черниговской губернии. 
В 1918 году по условиям Брестского мирного договора Сопыч остался в Советской России, в «Нейтральной зоне».
В 1925 году село было передано в состав Украинской ССР.
В ходе Великой Отечественной войны селение находилось под немецкой оккупацией.
После провозглашения независимости Украины это село оказалось на границе с Россией, здесь был оборудован пограничный переход, который находится в зоне ответственности Сумского пограничного отряда Восточного регионального управления ГПСУ, в селе находится военный городок в/ч 9953 госпогранслужбы.
18 февраля 2015 года по распоряжению Кабинета министров Украины пограничный переход был закрыт.

## Экономика
- Молочно-товарная ферма.

## Объекты социальной сферы
- Школа.

## Достопримечательности
- Братская могила советских воинов.